# Macintosh

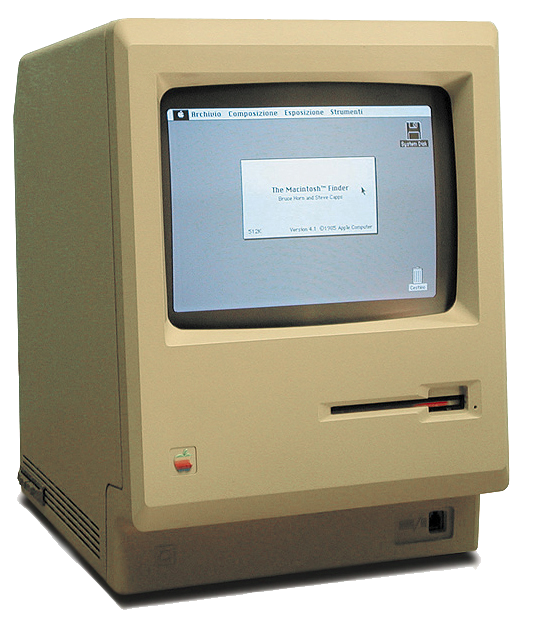
Den första Macintosh-datorn (128k), lanserad 1984.

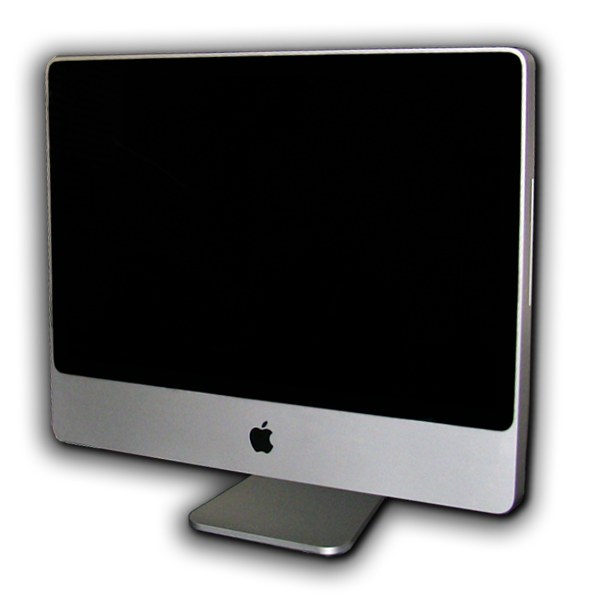
iMac från 2007.

Macintosh eller Mac (inte MAC) är ett varumärke för persondatorer från det amerikanska datorföretaget Apple Inc.. Apples Macintosh-datorer använder i regel det medföljande operativsystemet, tidigare Mac OS Classic, numera macOS tidigare kallat för OS X och ännu tidigare Mac OS X. Den första datorn som kallades Macintosh hade 128k minne och introducerades 22 januari 1984. 
Virus, trojaner, modemkapning och intrång finns inte spridda i samma utsträckning bland Macintosh-datorer som i datorer med Microsoft Windows. Förklaringen anses både vara att marknaden är relativt liten (och alltså inte lika lönande att exploatera) och att operativsystemet (numera det Unix-baserade Mac OSX) i sig är säkrare.

## Historia
Apple Computer hade i slutet av 1970-talet haft framgångar med sina Apple II-datorer. 1979 besökte Steve Jobs och några ingenjörer från Apple Xerox PARC på inbjudan av Xerox för att titta på företagets arbete med Xerox Star, efterföljaren till Xerox Alto, och blev där övertygade om att framtiden låg i grafiska användargränssnitt. Besöket fick stor inverkan på de pågående utvecklingsprojekten för de datorer som skulle få namnen Lisa och Macintosh.
Föregångaren till Macintosh, Lisa, introduceras i januari 1983, och hade många av delarna i det grafiska användargränssnitt som skulle bli ett kännemärke för Macintosh. Lisa var i första hand tänkt för företag och affärskunder men blev inte någon större kommersiell framgång. Konkurrensen från IBM:s PC som lanserats 1981 blev stor främst på grund av prisskillnader och IBM:s starka ställning hos företagskunderna.
Första modellen av Macintosh – namnet kom från äpplesorten McIntosh – lanserades 24 januari 1984. Datortypen fick tack vare programvara som Adobe Pagemaker och Apples skrivare LaserWriter snabbt spridning inom det område som skulle komma att kallas desktop publishing. Under utvecklingen av arkitekturen valdes dåtidens (enligt Steve Wozniak) mest exklusiva och snabbaste processor Motorola 68000.
Reklamfilmen för lanseringen av de nya modellerna innehöll en springande idrottskvinna som kastar en slägga på en stor bioduk, för att störta en talande diktator. Tanken var att "diktatorn" skulle tolkas motsvara IBM,[källa behövs] som sågs som den stora konkurrenten på datormarknaden, även om Commodore sedan 1983 dominerat hemdatormarknaden. Reklamfilmen syftar även på det samhälle som science-fictionromanen 1984 beskriver, och den korta texten "1984 blir inte vad 1984 var tänkt att bli" avslutar reklamen.

### 68k
I samtliga Macintosh-modeller fram till och med bytet till PowerPC-processorer finns någon variant av processor ur Motorolas 68k-serie. Exempel på processorer som används ur denna serie är bland annat 68000, 68020, 68030 och 68040.

### PowerPC
I början av 1990-talet moderniserades arkitekturen vidare med de nya RISC-baserade PowerPC-processorerna PPC 601, PPC 603 och PPC 604. Det var konsortiet Apple, IBM och Motorola (AIM) som stod för teknikutvecklingen av processorerna, baserad på IBM:s POWER-teknik och Motorolas RISC-processor 88000. Omkring 1999 moderniserades PowerPC-arkitekturen ytterligare med AltiVec-tekniken (av Apple kallat Velocity Engine), en vektorenhet som härrör från utvecklingen av superdatorer. I augusti 1999 introducerades Power Mac G4, med en processor från Motorola baserad på AltiVec. Den först introducerade modellen (PowerPC 7400) hade klockfrekvenser på 350–450 MHz.
I juni 2003 introducerades Power Mac G5, världens första persondator med 64-bitarsprocessorer, PowerPC 970, som var den femte generationen i processorfamiljen.
Under många år har Macintosh-arkitekturen försökt hålla låg värmeutveckling och energiförbrukning på processorerna. Utvecklingsmässigt har detta varit en fördel eftersom andra tekniker än just klockfrekvensen har förbättrats (exempelvis nivåminnen L1, L2 och så vidare samt avancerade scheman för att köa specifika instruktioner för senare exekvering). Dessutom är tillverkningsprocessen inte lika krävande som den är för höga klockfrekvenser. Nackdelen är dock den stora roll klockfrekvensen haft ur marknadsföringssynpunkt.
Apple använde PowerPC-processorn mellan åren 1994 och 2006.

### Intel

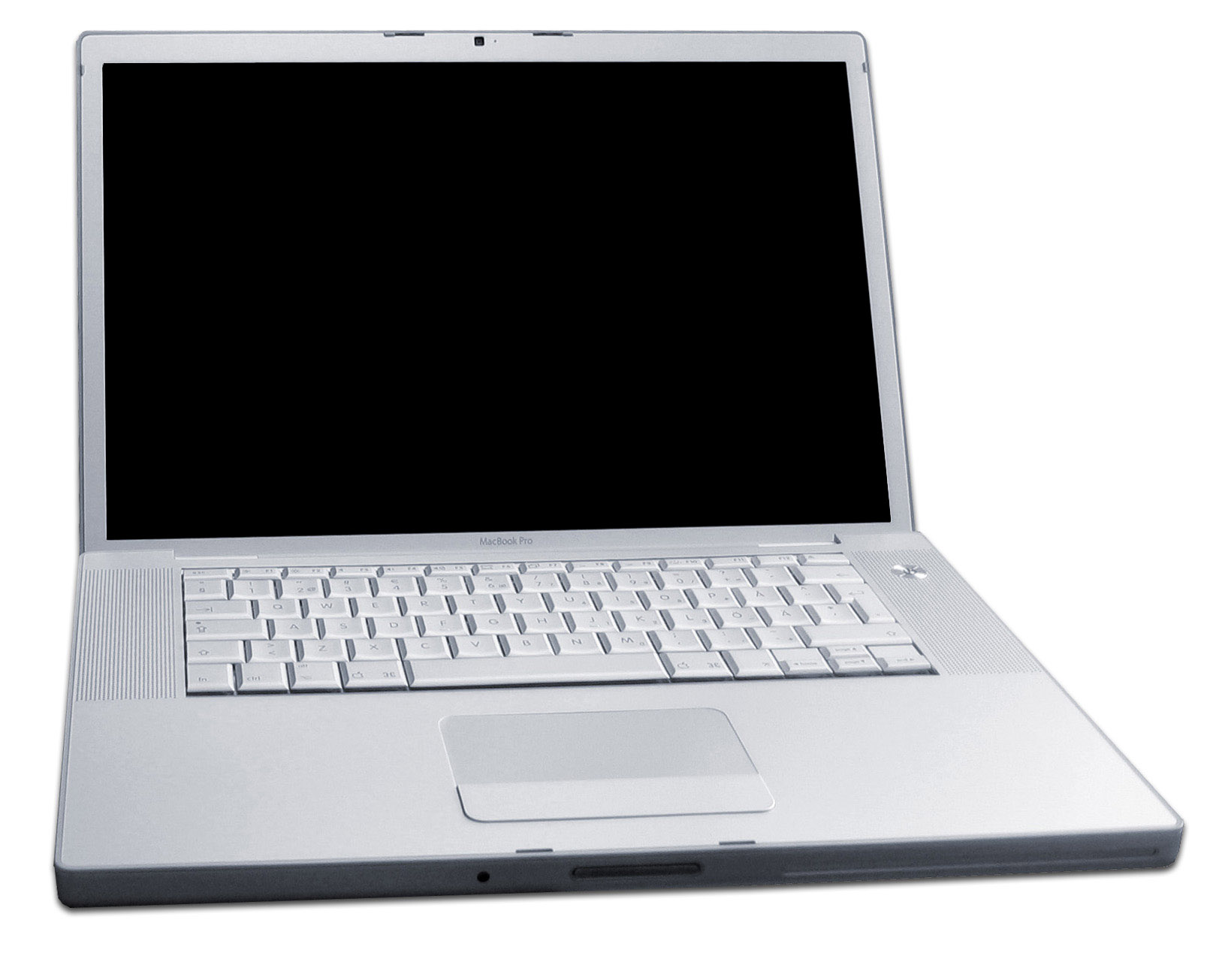
Macbook Pro, den första bärbara Mac med Intelprocessor.

Den 6 juni 2005, på Worldwide Developers Conference, bekräftade Steve Jobs det rykte som då florerat under ett par dagar att Apple beslutat sig för att lämna PPC-arkitekturen till förmån för Intel-baserade processorer. Under 2006 ersattes PPC-processorerna i samtliga nytillverkade datorer i produktfamiljerna Imac och Mac Mini, medan övriga produktfamiljer helt ersattes - laptop-familjerna Ibook och Powerbook ersattes av de Intelbaserade Macbook respektive Macbook Pro och Powermac ersattes av Mac Pro. Steve Jobs motiverade processorbytet med två argument:[källa behövs]
- Högre förväntad prestanda. Apple kunde inte hålla sitt löfte om att få fram en Power Mac G5 med en klockfrekvens på 3 GHz.

- Lägre energiförbrukning. Apple har inte lyckats tillverka en Powerbook med PowerPC G5-processor.

Båda argumenten låter ana en frustration gentemot IBM som dessutom anses vara huvudorsaken till att Apple har haft svårt att få fram tillräckligt med datorer till butikshyllorna.
Det har givetvis spekulerats vilt kring bytet och ett par argument som dykt upp är:[källa behövs]
- Billigare processorer vilket leder till billigare datorer.
- Tillgång till en mängd andra Intel-teknologier till exempel inom trådlösa nätverk och processorer för mediaspelare eller handdatorer samt möjligheten att direkt kunna köra Windowsprogram under Intels virtualiseringsteknik.
- Möjlighet att konstruera avancerade kopieringsskydd för mediafiler inför en eventuell framtida filmvariant av Itunes Music Store.
- IBM har koncentrerat utveckling av PowerPC-plattformen till serversegmentet parat med extrem specialisering som till Wii, Playstation 3 och Xbox 360.

## Programvara

### Alternativa operativsystem
Det går även att köra andra operativsystem än Mac OS Classic på en Macintosh. Genom åren har bl.a. följande operativsystem kunnat startas på en Macintosh:
- A/UX
- BeOS
- BSD
- GNU/Linux – De flesta större distributionerna kompileras för PPC och till exempel Yellow Dog Linux är specialgjort för Macintosh.
- MkLinux – (skiljer sig från Linux då det byggs ovanpå Mach-kärnan.)

Med hjälp av program som till exempel Boot Camp kan man installera olika Windows-versioner på en vanlig Mac. Datorn kan då bootas till Windows istället för att köras ovanpå Mac OS Classic. Dessutom kan man installera en lång rad andra operativsystem gjorda för Intelprocessorer genom virtualiseringsprogramvara som VMware Fusion eller Parallels Desktop.
Från och med Mac OS X Leopard, finns det inbyggt stöd för att installera Windows (XP/Vista/7). Programmet Boot Camp kan hämtas fritt från Apples webbplats. Boot Camp skapar en partition på en redan formaterad hårddisk och låter användaren välja mellan olika Windowsvänliga filsystem. När partitionen är skapad kan användaren sedan installera Windows. När man sedan startar datorn får användare välja att starta Mac OS X eller Windows. Det experimenteras friskt med att använda Boot Camp för andra operativsystem än Windows.

## Macintosh-kuriosa
- För introduktionen av Macintosh producerades en reklamfilm baserad på George Orwells 1984, regisserad av Ridley Scott.[5]
- I första versionen av Macintosh fanns ett ljud som hette Xylophone. Eftersom Apple Computer efter en stämning från Apple Records lovat att inte syssla med musik i någon form, byttes namnet till det japanskt klingande Sosumi. Detta sades vid något tillfälle betyda "frånvaron av ljud" men utläses i själva verket "So-sue-me" ("stäm mig då").[6]
- Matrisen ur vilken skalet till den första Macintoshdatorn tillverkades signerades av dem som var med och utvecklade hårdvaran. Därför finns deras autografer på insidan av skalet i samtliga datorer som tillverkades i denna serie.